# الکساندر دروال
الکساندر دروال (روسی: Александр Константинович Древаль؛ زادهٔ ۱۷ ژوئیه ۱۹۴۴) بازیکن واترپلو اهل اتحاد جماهیر شوروی سوسیالیستی بود.
وی در مسابقات کشوری و بین‌المللی در مجموع برندهٔ ۱ مدال طلا شده‌است.